# No wave
El No Wave representó un corto, pero influyente, período de vida del punk centrado en Nueva York durante los últimos 70s y tempranos 80s. El término No Wave fue en parte un juego de palabras satírico, rechazando los elementos comerciales del entonces popular género new wave, ya que fue una contra-respuesta a dicho género, debido a la gran comercialización que este representaba. Además, supuso también una declaración de la naturaleza experimental de la música, pues la música de la No Wave no pertenecía a ningún estilo o género fijo.
De diferentes modos, la No Wave no es un género musical claramente definido. No hay, por ejemplo, una armonía fija como en la mayoría del rock y el blues. Hay algunos elementos comunes a todos los artistas, incluyendo sonidos atonales abrasivos, fuerte énfasis en ritmos repetidos, y más énfasis en el humor y la textura que en la melodía convencional. Las letras suelen tratar sobre nihilismo y confrontación ("Little orphans running through the bloody snow/ No more ankles and no more clothes" - Teenage Jesus & the Jerks), o eran puzles abstractos ("Why be ashamed of hatred/ There's nothing wrong with burning" - Swans).
La No Wave también dibujó un arte escénico. DNA, por ejemplo, fue formado por tres personas con poca o ninguna experiencia tocando instrumentos o actuando en directo. Sin embargo, tocaban las canciones usando métodos propios, DNA rápidamente utilizó su “ingenuidad” y tocaron llamativos sonidos únicos.
Los artistas clasificados como No Wave, generalmente tuvieron poca similitud musical entre ellos: Los grupos trabajaron en diferentes estilos, tales como funk y jazz (James Chance), blues, música aleatoria y punk rock. Mars, Swans y The Static (Glenn Branca) experimentaron con ruido extremo, la música droning que estaba caracterizada por repetitivos drumbeats y letras explícitamente nihilistas y Guitarra de tres puentes.
La No Wave tuvo un importante impacto en bandas de noise e industrial que se formaron después, como Big Black, Lev Six, Helmet y Live Skull. Sonic Youth emergió de esta escena creando música-como-arte que fue aclamada tanto por el público como por la crítica.
El álbum No New York, “producido” por Brian Eno, es el mejor ejemplo de este género, con canciones de Mars, Teenage Jesús & The Jerks, DNA y James Chance.
Simon Reynolds, autor de Rip it up and start again: Postpunk 1978-1984, escribió:

Y aunque "afecto" es posiblemente una palabra rara para utilizar en referencia a un montón de nihilistas, me siento encariñado a las personas de la No Wave. La música de James Chance actualmente hace frente realmente bien, yo creo; hay grandes momentos a lo largo de la discografía de Lydia Lunch, y las grabaciones de Suicide son simplemente hermosas.
Escucha a James Chance & the Contortions, "Contort Yourself," 1979; y Suicide, "Touch Me," 1980

También durante este tiempo hubo un período de No Wave Cinema, que fue un movimiento de películas underground en East Village. Los cineastas de la No Wave fueron: Amos Poe, John Lurie, Manuel de Landa, Scott B y Beth B, conduciendo al cine de la transgresión y el trabajo por Nick Zedd y Richard Kern.
Los últimos brotes de este movimiento incluyeron grupos como Skeleton Key, Cop Shoot Cop, VPN y otros.

## Post-no wave
El post-no wave o no wave revival es una forma de rock experimental que surgió de la escena no wave o se inspiró en ella. Se considera que surgió después de la desintegración de la escena original en los años 1980 y se expandió más allá de sus límites en la ciudad de Nueva York. Se diferencia aún más del no wave al explorar nuevos géneros musicales, hacer uso de tecnología moderna y técnicas de estudio, adoptar modismos del rock o el funk, una mayor complejidad rítmica o un humor nihilista e irónico. Como resultado, el post-no wave generalmente fusiona el enfoque angular y deconstructivo de su predecesor con un sonido más orientado a las canciones.
Se pueden encontrar ejemplos significativos de bandas post-no wave en las obras de antiguos miembros de la escena y nuevos actos que fueron moldeados por la no wave en los años 1980 —como Rat at Rat R, Sonic Youth y Swans—, la efímera escena Chicago No Wave en los años 1990 y una nebulosa de artistas dispersos desde década de los 2000 —como Daughters, Erase Errata, Talk Normal, Liars y Girl Band—.
Poco después de la grabación de No New York en 1978, la no wave, como movimiento de vanguardia y escena musical, comenzó a desintegrarse. The Gynecologists se disolvió en 1978, Mars le siguió entre 1978/1979, Teenage Jesus and the Jerks en 1979, Theoretical Girls en 1981, James Chance and the Contortions en 1981 y DNA en 1982. Varios artistas clave se centraron entonces en proyectos no musicales o se adentraron en géneros de rock más accesibles.  Lydia Lunch emprendió una carrera en solitario como grupo post-punk, Rhys Chatham y Glenn Branca desarrollaron el totalismo en ensambles de guitarra eléctrica, Arto Lindsay se embarcó en la improvisación libre y colaboraciones de jazz de vanguardia; otros, como Ut, The Lounge Lizards y Mofungo, continuaron tocando hasta los años 90, pero muy alejados de sus raíces no wave. Durante este período, se publicaron por primera vez grabaciones de estudio póstumas y compilaciones de VV.AA. de la escena, lo que contribuyó a su popularidad underground. Mientras que nuevas generaciones de músicos fuera de la escena y de todo el mundo habían sido influenciados por la música no-wave, tocaron con antiguos miembros de la escena —por ejemplo, miembros de Sonic Youth y Swans tocaron en los ensambles de Chatham y Branca— o afirmaron ser sus sucesores.  Así, ya no se trataba de una escena o un movimiento, sino de una post-no wave.
Aunque se han utilizado otras expresiones para describir este tipo de música (ahora wave, una segunda ola de no wave o un resurgimiento de no wave), Marc Masters ayudó a popularizar el término post-no wave en la década de 2000, tras su acuñación en la década de 1990.

## Documental
- Kill Your Idols, Scott Crary, 2004